# Infantería de Montaña de Ucrania
La infantería de montaña de Ucrania Es un tipo de tropas de las Fuerzas Terrestres de Ucrania , que incluye unidades y formaciones militares , de artillería , de ingeniería y de otro tipo , designadas y especialmente entrenadas para operaciones de combate en terreno montañoso .

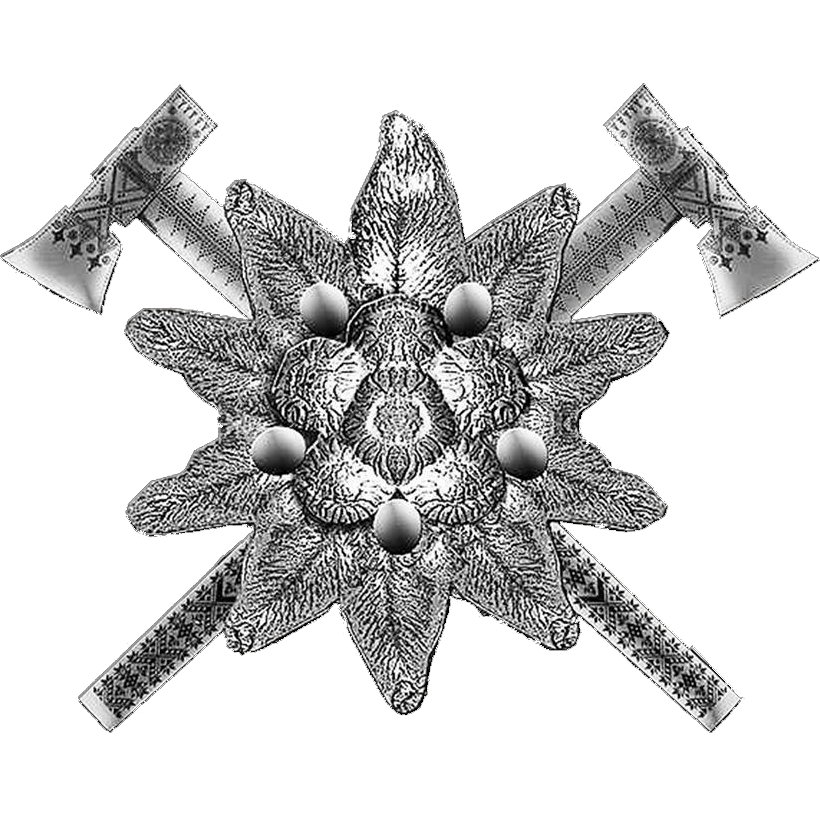
Insignia de la infantería de montaña

## Historia
El nacimiento de las tropas de fusileros de montaña en Ucrania tuvo lugar en 1996 por iniciativa del comandante de la Guardia Nacional de Ucrania (NGU), coronel general Chapovsky, bajo la influencia de la experiencia rusa en Chechenia . En Crimea se formaron dos batallones de fusileros de montaña como parte de la 7.ª división del NSU : "Cobra" en Balaklava y "Lavanda" en Simferopol . Los miembros experimentados del club de espeleología de Simferopol participaron ampliamente en su formación como instructores. Además, la Infantería de Marina de Ucrania se convirtió en participante permanente de los entrenamientos y ejercicios en las montañas de Crimea junto con los fusileros de montaña del NSU . Además, se creó otra compañía de fusileros de montaña, "Karpaty", como parte del batallón de la División de Lviv del NSU, estacionada en Ivano-Frankivsk. Su tarea era proteger los principales oleoductos en los Cárpatos.
El 29 de marzo de 1999  , por primera vez en la historia reciente de la Guardia Nacional, se llevaron a cabo ejercicios de brigada con fuego real. La 23.ª brigada de la 7.ª división lanzó "operaciones de combate" en la zona de las Cuevas Rojas en el campo de entrenamiento de alta montaña de Angar en Crimea. Un batallón bloqueó a la "banda de militantes" en el macizo montañoso, y los combatientes de ambos batallones de fusileros de montaña irrumpieron en las rocas, desplazando a la "banda" a la posición de tiro preparada previamente por la brigada (divisiones de artillería antiaérea y antitanques, batería de mortero, tanques y BMP). Además, en los ejercicios participaron helicópteros de apoyo contra incendios Mi-24 , la unidad especial "Alpha" , fuerzas del Servicio de Seguridad del Estado y guardias de fronteras .
El mayor desarrollo de las fuerzas de operaciones especiales en la Guardia Nacional de Ucrania condujo a la creación de compañías de reconocimiento y choque, cada primera compañía de un batallón de propósito especial o un batallón de fusileros de montaña. Todo se vio interrumpido por la decisión de disolver la Guardia Nacional de Ucrania. Los batallones de fusileros de montaña se incluyeron en las Fuerzas Armadas del Ministerio del Interior de Ucrania.
En 2003  , el batallón de fusileros de montaña "Lavanda" se redujo a una compañía de fusileros de montaña al disolver la 2.ª compañía, que estaba equipada con reclutas. La 1.ª Compañía de Fusileros de Montaña restante estaba formada por aproximadamente entre 45 y 50 soldados y entre 10 y 12 oficiales. A principios de 2004  , la compañía de fusileros de montaña fue incluida en el batallón de propósito especial de las Fuerzas Armadas del Interior, que, además de ella, incluía una compañía de reconocimiento y un destacamento de nadadores de combate. La novena brigada de respuesta rápida de la Fuerza Aérea del Ministerio del Interior , que incluía el batallón de fusileros de montaña "Cobra", primero se redujo a un regimiento y, en 2004, a un batallón. 
Además, a partir de 2011, se formó un batallón de fusileros de montaña como parte de la 36.ª brigada de defensa costera en Crimea, Perevalne.
Desde 2012, la 128.ª brigada mecanizada separada se transformó en una brigada de infantería de montaña.
En septiembre de 2018, soldados de infantería de montaña ucranianos de la 10.ª brigada de asalto de montaña intercambiaron experiencias con fusileros alpinos italianos de la brigada alpina "Julia" . Durante el entrenamiento los infantes de montaña compartieron sus experiencias y realizaron clases prácticas de entrenamiento en montaña.
Guardia Nacional 
Las formaciones de la Guardia Nacional I y II incluyeron:
batallón de fusileros de montaña "Lavanda"
batallón de fusileros de montaña "Cobra"
A mediados de 2017, se crearon 2 empresas de montaña independientes como parte del N 

## Estructura
- 10º Brigada Separada de Asalto de Montaña "Edelweiss" A4267 (B3950), Kolomyia, Región de Ivano -Frankivsk
- 8 batallones separados de asalto de montaña A3029 (B2235), Chernivtsi ( Sadgora ) . [3][4]
- 108º Batallón Separado de Asalto de Montaña[5]  A3715, ciudad Delyatyn, región de Ivano-Frankivsk
- 109.º batallón de asalto de montaña independiente A3892, p. Krykhivtsi, región de Ivano-Frankivsk
- 128º Brigada Transcarpática de Asalto de Montaña Separada A1556, Mukachevo, Región de Transcarpacia
- 15º Batallón Separado de Asalto a la Montaña de Sebastopol A1778, Uzhhorod, Región de Transcarpacia

## Guardia Nacional
Las formaciones de la Guardia Nacional I y II incluyeron:
- batallón de fusileros de montaña "Lavanda"
- batallón de fusileros de montaña "Cobra"

A mediados de 2017, se crearon 2 compañías de montaña independientes como parte de la guardia nacional ucraniana.